# 安东·纳尔代利
安东·纳尔代利（1937年4月15日—1995年9月5日），克罗地亚男子水球运动员。他曾代表南斯拉夫国家队参加1960年和1964年夏季奥林匹克运动会水球比赛，其中1964年奥运会获得一枚银牌。